# Горячеводский
Горячево́дский — посёлок городского типа в муниципальном образовании город-курорт Пятигорск Ставропольского края России. В 2010 году был самым крупным в России посёлком городского типа.

## География
Расположен на правом берегу реки Подкумок, к юго-востоку от города Пятигорск, с которым соединён тремя автомобильными мостами. На западе граничит с посёлком городского типа Свободы, на северо-востоке со станицей Константиновская.
Расстояние до краевого центра — 144 км.

## История
В 1825 году основана станица Горячеводская Волгского полка (на новой Кисловодской кордонной линии) путём переселения 250 семей из близко расположенной станицы Георгиевской. Сделано это было согласно рапорту А. П. Ермолова от 11/23 марта 1821 года: «Подаваясь линией по сухой черте вперед, сообразно естественному положению и вместе утверждая вторую цепь ея прочным поселением от Кисловодска вниз по Подкумку до Горячих Вод, представляются на сем расстоянии места, хорошими удобностями снабженные для водворения двух станиц: одной при месте и речке Ессентуки, а другой у крепости Константиногорской». В неё были 1825 г., осень. Основание Горячеводской станицы Волгского полка путём переселения 250 семей из близко расположенной станицы Георгиевской.
Название станице было дано по адыгскому топониму кабард.-черк. Псыхуабэ — «тёплая вода», которым местные адыгские сообщества называли Пятигорье.
В 1910 году открыто женское училище.
В 1916 году в станице Горячеводской открыто высшее начальное училище, которое обслуживало, в основном, учащихся станицы Лысогорской, расположенной в 15 км от станицы Горячеводской
В 1921 году был организован исполнительный комитет Горячеводского станичного Совета рабочих, солдатских, крестьянских и казачьих депутатов.
В 1925 году были созданы первые колхозы «Красный партизан», «Красный казак», «Путь Ленина».
С 1929 года в Ессентукском районе.
С 1940 года станица Горячеводская стала административным центром образованного Горячеводского района.
В сентябре 1953 года станица Горячеводская присоединена к городу Пятигорску.
С 1959 года в Предгорном районе.
С 1963 года в Минераловодском районе.
С 1965 года в Предгорном районе.
В феврале 1966 года станица Горячеводская преобразована в рабочий посёлок Горячеводский и передана из Предгорного района в подчинение Пятигорского Совета депутатов трудящихся.
9 июля 1977 года открыт широкоформатный кинотеатр «Октябрь» на 600 мест.
В октябре 1989 года часть села Этока, условно называемая «Усадьба сельхозтехники», была передана в состав посёлка Горячеводский Пятигорского горсовета.

## Население
| 1829    | 1844    | 1856    | 1858    | 1861    | 1870    | 1882    | 1890    | 1896    |
| ------- | ------- | ------- | ------- | ------- | ------- | ------- | ------- | ------- |
| 778     | ↗1011   | ↗1808   | ↗1918   | ↘1866   | ↗2350   | ↗3230   | ↘2973   | ↗4834   |
| 1911    | 1925    | 1939    | 1970    | 1979    | 1989    | 2002    | 2009    | 2010    |
| ↘4609   | ↗7054   | ↗14 089 | ↗27 189 | ↗28 729 | ↗29 706 | ↗34 456 | ↗36 804 | ↗36 967 |
| 2011    | 2012    | 2013    | 2014    | 2015    | 2016    | 2017    | 2018    | 2019    |
| →36 967 | ↘36 871 | ↘36 849 | ↘36 801 | ↘36 761 | ↘36 678 | ↗36 732 | ↗36 757 | ↘36 754 |
| 2020    | 2021    | 2023    | 2024    | 2025    |         |         |         |         |
| ↘36 102 | ↘36 032 | ↘35 708 | ↘35 611 | ↗35 706 |         |         |         |         |

Национальный состав
Гендерный состав
По итогам переписи населения 2010 года проживали 17 386 мужчин (47,03 %) и 19 581 женщина (52,97 %).
Национальный состав
По итогам переписи населения 2010 года проживали следующие национальности (национальности менее 1 %, см. в сноске к строке «Другие»):
| Национальность | Численность | Процент |
| -------------- | ----------- | ------- |
| Русские        | 25 214      | 68,21   |
| Армяне         | 6681        | 18,07   |
| Азербайджанцы  | 1282        | 3,47    |
| Украинцы       | 466         | 1,26    |
| Греки          | 451         | 1,22    |
| Другие         | 2873        | 7,77    |
| Итого          | 36 967      | 100,00  |

## Органы управления
Администрация посёлка расположена по адресу: ул. Ленина, 34 (Горячеводская площадь).

## Экономика
- Крупнейший на Северном Кавказе комплекс оптово-розничных рынков.
- Горячеводский станкоремонтный завод.
- Горячеводский кирпичный завод. Упоминается в 1945 году[39]

## Памятники
- Памятник Герою Советского Союза генералу П. М. Козлову. Открыт в 1957 году[40].
- Памятник В. И. Ленину. 1957 год[41]